# Vila das Aves
Vila das Aves, ofta kallad bara Aves, är en stad (vila) och en freguesia (socken) i kommunen Santo Tirso, belägen i distriktet Porto i norra Portugal. Staden ligger i regionen Norte och tillhör den statistiska subregionen Ave, som är en del av den större metropolregionen Porto.

## Geografi
Vila das Aves är belägen vid floden Ave, cirka 25 kilometer nordost om Porto. Orten gränsar till andra freguesias som Lordelo, São Tomé de Negrelos och Riba de Ave. Området är främst urbant med inslag av industriell och bostadsbebyggelse.

## Befolkning
Enligt folkräkningen 2021 har Vila das Aves cirka 9 000 invånare. Tillsammans med den närliggande orten Lordelo i kommunen Guimarães bildar Vila das Aves ett sammanhängande stadsområde med över 20 000 invånare.

## Historia
Vila das Aves har gamla rötter, men industrialiseringen under 1900-talet, särskilt inom textilindustrin, gav orten ett ekonomiskt lyft. 1990 fick Aves officiell status som stad (vila) av den portugisiska regeringen.

## Ekonomi
Staden är känd för sin starka koppling till textilindustrin, som fortfarande är en av de främsta näringsgrenarna. En annan viktig arbetsgivare är det svenska möbelföretaget DUX, som har produktionsverksamhet i Vila das Aves.

## Sport
Vila das Aves är hemort för fotbollsklubben Clube Desportivo das Aves, som grundades 1930. Klubben har spelat flera säsonger i den portugisiska högstaligan (Primeira Liga) och vann den nationella cupen (Taça de Portugal) 2018 – en historisk bedrift för en mindre klubb.
Staden är även födelseort för den portugisiska landslagsspelaren Vitinha (Vítor Ferreira), som spelar för Paris Saint-Germain (PSG).

## Kommunikationer
Staden har goda förbindelser med Porto och andra delar av norra Portugal via väg och tåg. Järnvägsstationen Aves är en del av den viktiga Linha do Minho, som förbinder Porto med Braga och Valença.